# Кожасай — Алібекмола — Жанажол–КС-13
Кожасай — Алібекмола — Жанажол — КС-13 — газопровідна система, яка обслуговує роботу установки підготовки газу Алібекмола.
В 2012-му на нафтовому родовищі Алібекмола почала роботу установка підготовки попутного газу, товарний газ з якої видається по перемичці довжиною 8 км, що приєднується до двадцятого кілометра траси газопроводу Жанажол — КС-13.
В 2018-му ввели в дію трубопровід Кожасай — Алібекмола довжиною 61 км та діаметром 273 мм, який подає для підготовки додаткові обсяги попутного газу з нафтового родовища Кожасай (на останньому також запустили установку підготовки, проте вона провадить лише осушку).